# Perrigny-sur-l’Ognon
Perrigny-sur-l’Ognon ist eine französische Gemeinde mit 645 Einwohnern (Stand: 1. Januar 2022) im Département Côte-d’Or in der Region Bourgogne-Franche-Comté (vor 2016 Bourgogne). Sie gehört zum Dijon und zum Kanton Auxonne.

## Geographie
Perrigny-sur-l’Ognon liegt etwa 35 Kilometer östlich von Dijon am Ognon. Die Saône  begrenzt die Gemeinde im Norden und Nordwesten. Umgeben wird Perrigny-sur-l’Ognon von den Nachbargemeinden Heuilley-sur-Saône im Norden, Broye-Aubigney-Montseugny im Nordosten, Cléry im Osten, Champagney im Südosten, Vielverge im Süden, Pontailler-sur-Saône im Südwesten und Westen sowie Maxilly-sur-Saône im Nordwesten.

## Bevölkerungsentwicklung
| Jahr                       | 1962 | 1968 | 1975 | 1982 | 1990 | 1999 | 2006 | 2013 | 2019 |
| Einwohner                  | 504  | 433  | 422  | 461  | 483  | 496  | 627  | 683  | 635  |
| Quellen: Cassini und INSEE |      |      |      |      |      |      |      |      |      |

## Sehenswürdigkeiten

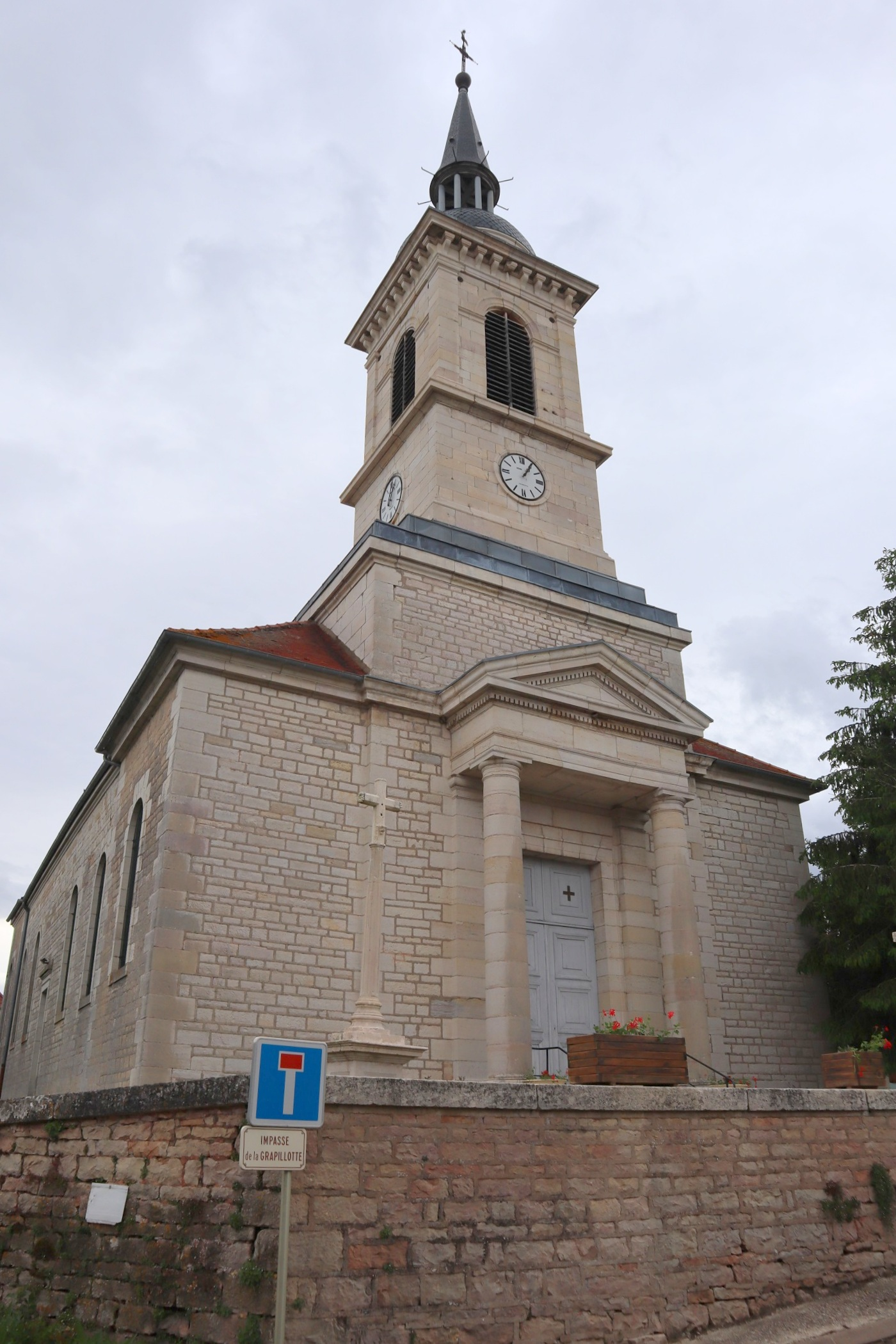
Kirche Notre-Dame

- Kirche Assomption-de-la-Vierge